# Dicranomyia abigor
Dicranomyia abigor är en tvåvingeart som först beskrevs av Alexander 1967.  Dicranomyia abigor ingår i släktet Dicranomyia och familjen småharkrankar. Inga underarter finns listade i Catalogue of Life.